# Ernst Reuter

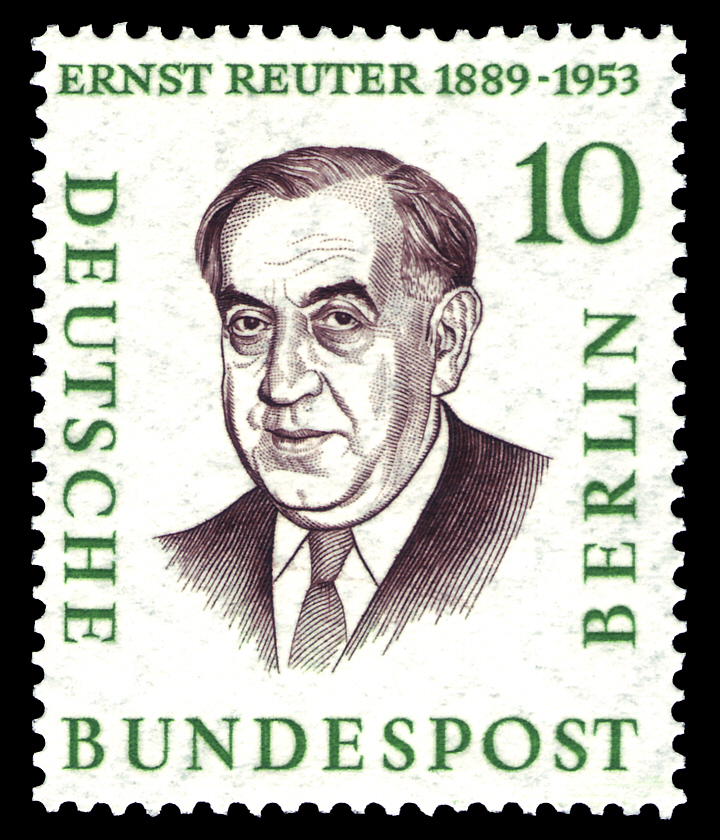
Bild av Ernst Reuter på ett tyskt frimärke.

Ernst Rudolf Johannes Reuter, född 20 juli 1889 i Apenrade, Nordschleswig (idag del av Danmark), död 29 september 1953 i Berlin, tysk politiker (socialdemokrat), regerande borgmästare i Berlin (Västberlin) 1948–1953.

## Biografi
Reuter gick med i partiet SPD 1912. Han hamnade i rysk krigsfångenskap under första världskriget varpå han efter revolutionen började arbeta för bolsjevikerna. Han blev sedan folkkommissarie i området där volgatyskarna bodde i Saratov. 1919–1922 var han medlem i Tysklands kommunistiska parti innan han uteslöts och återgick via Tysklands oberoende socialdemokratiska parti till SPD. Han utsågs till trafikminister i Berlin 1926. 1931 utsågs han till borgmästare i Magdeburg. Han avsattes av nazisterna och satte två gånger i häkte i koncentrationsläger innan han 1935 gick i exil i Turkiet.
Ernst Reuter blev 1948 Berlins första borgmästare efter kriget, men erkändes inte av Sovjetunionen och blev följaktligen borgmästare för de tre västsektorerna – Västberlin. Samtidigt var Reuter en av Tysklands ledande socialdemokrater efter kriget. Reuter blev mycket populär som borgmästare och var bl.a. borgmästare under Berlinblockaden. År 1949 utnämndes han till hedersdoktor vid Freie Universität Berlin. Ernst-Reuter-Platz i Berlin är uppkallad efter honom.
Reuters son Edzard Reuter var 1987–1995 styrelseordförande för Daimler-Benz.